# Anoplosaurus
Anoplosaurus curtonotus
Genre
Espèce
Anoplosaurus (« reptile sans arme ») est un genre éteint de dinosaures ornithischiens herbivores de l'infra-ordre des ankylosauriens et de la famille des nodosauridés. Il est rattaché à la sous-famille des struthiosaurinés par J. I. Kirkland et ses collègues en 2103. Il a vécu en Angleterre où ses restes fossiles ont été découverts en 1872 dans les sables verts de Cambridge datés du Crétacé supérieur (Cénomanien), soit il y a environ entre 100,5 et 93,9 millions d'années.

## Historique

### Espèce typeAnoplosaurus curtonotus
Harry Govier Seeley (1839-1909) a nommé ce genre en 1879 d’après un squelette post-crânien partiel, composé de fragments dentaires, de nombreuses vertèbres du cou, du dos, et du sacrum, des parties de la ceinture pectorale, des fragments d'humérus, une partie du fémur gauche, le tibia gauche, les os de pied, les côtes et d’autres fragments. Il l'a considéré comme probablement juvénile, en raison de sa petite taille. D’autres paléontologues ont commencé à le considérer comme un dinosaure « blindé »,.
En 1923, quand Franz Nopcsa a suggéré que certains des restes appartenaient à un camptosaure, tandis que d'autres appartenaient à Acanthopholis.
Cette suggestion a été suivie (avec les modifications comme la taxinomie d'Iguanodontidae a changé au cours des années).
En 1999, Suberbiola et Barrett ont réexaminé le matériel. Ils l'ont décrit comme un nodosauridé primitif, le manque d’armure étant probablement dû au jeune âge de l'animal à sa mort. 
D'autres articles ont repris ces conclusions,.

### «Anoplosaurus major»
Une deuxième espèce, A. major, a été nommée par Seeley en 1879 d’après une vertèbre du cou et trois vertèbres caudales partielles découvertes dans la même formation que l'espèce type. 
Cette « espèce » est aujourd'hui considérée comme une chimère composée à partir d'éléments provenant de plusieurs espèces. La vertèbre de cou vient d'un ankylosaurien et les vertèbres caudales d'un Iguanodon indéterminé,,. Anoplosaurus major est donc un nomen dubium.
Une troisième « espèce » A. macrocercus (Seeley, 1879/Kuhn, 1964) est peut-être synonyme de Syngonosaurus.

### Inventaire des fossiles retrouvés
- A. curtonotus : un squelette partiel et divers éléments isolés
- « A. major » : SMC B 55561 : une vertèbre caudale.

## Classification
En 2011, l'analyse phylogénétique conduite par Richard S. Thompson, Jolyon C. Parish, Susannah C. R. Maidment et Paul M. Barrett sur les nodosauridés place Anoplosaurus en position basale au sein de cette famille, en groupe frère avec le genre Hylaeosaurus.
En 2013, J. Kirkland et ses collègues, lors de la description d'un nouveau genre de nodosauridés,  Europelta, intègrent Anoplosaurus dans la  sous-famille des struthiosaurinés, en compagnie de ce dernier ainsi que des genres Hungarosaurus et Struthiosaurus.